# Dipinti di Jean-Auguste-Dominique Ingres
La tabella seguente è una lista non esaustiva delle opere pittoriche eseguite dall'artista francese Jean-Auguste-Dominique Ingres, esponente del neoclassicismo e della pittura orientalista. La seguente lista include sia dipinti, sia schizzi e studi per alcuni di questi. Inoltre, possono esistere più versioni di una stessa opera, come nel caso del dipinto Don Pedro da Toledo bacia la spada di Enrico IV (del quale esistono tre versioni, più una andata perduta).

## Francia (1799-1806)
| Immagine | Titolo                                                   | Data       | Collezione                                        | Dimensioni (in centimetri) |
| -------- | -------------------------------------------------------- | ---------- | ------------------------------------------------- | -------------------------- |
|          | Torso maschile                                           | 1799       | Museo Ingres, Montauban                           | 99 × 80                    |
|          | Antioco                                                  | 1800       | Distrutto da un incendio nel 1871                 | 109,9 × 154,9              |
|          | Studio di un nudo maschile                               | 1800       | École nationale supérieure des Beaux-Arts, Parigi | 100 × 80                   |
|          | Ritratto di Pierre-François Bernier                      | 1800       | Memorial Art Gallery, Rochester                   | 463 × 38,1                 |
|          | Gli inviati di Agamennone (schizzo)                      | 1801       | Museo nazionale, Stoccolma                        | 25 × 32,5                  |
|          | Gli inviati di Agamennone                                | 1801       | École nationale supérieure des Beaux-Arts, Parigi | 110 × 155                  |
|          | Studio accademico di un torso maschile                   | 1801       | Museo nazionale, Varsavia                         | 97,5 × 80,6                |
|          | Nudo maschile                                            | 1801       | Museo Ingres, Montauban                           | 78,1 × 54,9                |
|          | Nudo maschile                                            | 1801       | Museo Ingres, Montauban                           | 78,1 × 54,9                |
|          | Venere, ferita da Diomede, ritorna sull'Olimpo           | 1803 circa | Kunstmuseum Basel, Basilea                        | 26,6 × 32,6                |
|          | Ritratto di Jean-Marie-Joseph Ingres, padre dell'artista | 1804       | Museo Ingres, Montauban                           | 55 × 47                    |
|          | Uomo con l'orecchino                                     | 1804       | Museo Ingres, Montauban                           | 40,9 × 33                  |
|          | Autoritratto a 24 anni                                   | 1804       | Museo Condé, Chantilly                            | 77 × 61                    |
|          | La Comtesse de la Rue                                    | 1804       | Fondazione E.G. Bührle, Zurigo                    | 28,9 × 22,9                |
|          | Bonaparte, primo console                                 | 1804       | Museo di belle arti, Liegi                        | 226 × 144                  |
|          | Ritratto di Couderc-Gentillon                            | 1805       | Collezione privata                                | 54,9 × 46                  |
|          | Ritratto di Jean-François Gilbert                        | 1805       | Museo Ingres, Montauban                           | 100 × 91                   |
|          | Ritratto di Belvèze-Foulon                               | 1805       | Museo Ingres, Montauban                           | 55 × 46                    |
|          | Ritratto di donna sconosciuta                            | 1805 circa | Ferens Art Gallery, Kingston upon Hull            | 59,6 × 73,2                |
|          | Ritratto di Madame Rivière                               | 1805       | Museo del Louvre, Parigi                          | 117 × 82                   |
|          | Ritratto di Philibert Rivière                            | 1805       | Museo del Louvre, Parigi                          | 116 × 88,9                 |
|          | Mademoiselle Caroline Rivière                            | 1805 circa | Museo del Louvre, Parigi                          | 100 × 70                   |
|          | Ritratto di Talma                                        | 1805 circa | Museo del Louvre, Parigi                          | 45 × 34,9                  |
|          | Ritratto di Desmarets                                    | 1805       | Musée des Augustins, Tolosa                       | 65 × 54,5                  |
|          | Ritratto del Barone Joseph-Pierre Vialetès de Mortarieu  | 1805-1806  | Norton Simon Museum, Pasadena                     | 61,2 × 50,2                |
|          | Napoleone I sul trono imperiale                          | 1806       | Musée de l'Armée, Parigi                          | 259 × 162                  |
|          | La Belle Zélie (Ritratto di Madame Aymon)                | 1806       | Museo di belle arti, Rouen                        | 59 × 49                    |
|          | Ritratto di Lorenzo Bartolini                            | 1806       | Museo Ingres, Montauban                           | 98 × 80                    |

## Italia (1806-1824)
| Immagine | Titolo                                                              | Data            | Collezione                                         | Dimensioni (in centimetri) |
| -------- | ------------------------------------------------------------------- | --------------- | -------------------------------------------------- | -------------------------- |
|          | Casino dell'Aurora a Villa Ludovisi                                 | 1806            | Museo Ingres, Montauban                            | 17 × 17,5                  |
|          | Aranciera di Villa Borghese a Roma                                  | 1806            | Museo Ingres, Montauban                            | 17 × 17,5                  |
|          | Copia della Madonna Mackintosh di Raffaello                         | 1806            | Museo Ingres, Montauban                            | 80 × 64                    |
|          | Il casino di Raffaello a Roma                                       | 1807            | Musée des Arts Décoratifs, Parigi                  | 14,9 diameter              |
|          | Ritratto di François-Marius Granet                                  | 1807            | Museo Granet, Aix-en-Provence                      | 75 × 53                    |
|          | Copia di un dettaglio dalla Rebecca al pozzo di Poussin             | 1807            | Museo di belle arti, Marsiglia                     | 46 × 37                    |
|          | Ritratto di Madame Duvaucey                                         | 1807            | Museo Condé, Chantilly                             | 76 × 59                    |
|          | Ritratto di Madame Duvaucey                                         | 1807            | Museo Bonnat, Bayonne                              | 29 × 23,5                  |
|          | Nudo femminile di schiena                                           | 1807            | Museo Bonnat, Bayonne                              | 51 × 42,5                  |
|          | La bagnante di Valpinçon                                            | 1808            | Museo del Louvre, Parigi                           | 146 × 97,5                 |
|          | Edipo e la Sfinge                                                   | 1808-27         | Museo del Louvre, Parigi                           | 189 × 144                  |
|          | Vecchio seduto                                                      | 1808            | Museo Granet, Aix-en-Provence                      | 69,8 × 53                  |
|          | Testa di giovane ragazza bionda con gli occhi azzurri               | 1808            | Collezione privata                                 | 26,3 × 20                  |
|          | La dormiente di Napoli                                              | 1809            | Dipinto disperso nel 1815                          |                            |
|          | Mercurio da Raffaello                                               | 1809            | École nationale supérieure des beaux-arts, Parigi  | 245 × 212,5                |
|          | Eva (da un dipinto delle Logge Vaticane di Raffaello)               | 1809            | Museo Ingres, Montauban                            | 92 × 56                    |
|          | Ritratto di uomo barbuto                                            | 1810            | Museo Granet, Aix-en-Provence                      | 33 × 24,1                  |
|          | Teste di una madre e dei figli (da Raffaello)                       | 1809            | Museo Ingres, Montauban                            | 53 × 40                    |
|          | Ritratto di Charles Marcotte                                        | 1810            | National Gallery of Art, Washington D.C.           | 93,7 × 69,4                |
|          | Ritratto di Joseph-Antoine Moltedo                                  | 1810 circa      | Metropolitan Museum of Art, New York               | 75,2 × 58,1                |
|          | Ritratto di Jean-Baptiste Desdéban                                  | 1810            | Musée des Beaux-Arts et d'Archéologie di Besançon  | 60 × 47                    |
|          | Odalisca dormiente                                                  | 1810            | Victoria and Albert Museum, Londra                 | 29,8 × 47,6                |
|          | Ritratto di Paul Lemoyne                                            | 1811            | Museo Nelson-Atkins, Kansas City                   | 47,1 × 36,5                |
|          | Virgilio legge l'Eneide ad Augusto, Livia e Ottavia                 | 1811            | Musée des Augustins, Tolosa                        | 307 × 326                  |
|          | Ritratto di Madame Panckoucke                                       | 1811            | Museo del Louvre, Parigi                           | 93 × 68                    |
|          | Testa di Giove                                                      | 1811            | Museo Ingres, Montauban                            | 47 × 39                    |
|          | Testa di Giove di profilo                                           | 1811            | Collezione privata                                 | 47,9 × 40                  |
|          | Giove e Teti                                                        | 1811            | Museo Granet, Aix-en-Provence                      | 324 × 260                  |
|          | Ritratto di Edmé Bochet                                             | 1811            | Museo del Louvre, Parigi                           | 94 × 69                    |
|          | Ritratto di Charles-Joseph-Laurent Cordier                          | 1811            | Museo del Louvre, Parigi                           | 90 × 69,5                  |
|          | Ritratto di Hippolyte-François Devillers                            | 1811            | Collezione privata                                 | 99 × 80                    |
|          | Ritratto di Monsieur de Norvins                                     | 1811            | National Gallery, Londra                           | 97 × 78                    |
|          | Ritratto del dottor De France                                       |                 | Collezione privata                                 | 61,9 × 50,2                |
|          | Romolo vincitore di Acrone                                          | 1812            | École des Beaux-Arts, Parigi                       | 276 × 530                  |
|          | Ritratto della contessa di Tournon                                  | 1812            | Philadelphia Museum of Art, Filadelfia             | 92,5 × 73,2                |
|          | Il sogno di Ossian                                                  | 1813            | Museo Ingres, Montauban                            | 348 × 275                  |
|          | Raffaello e la nipote del cardinale Bibbiena                        | 1813            | Walters Art Museum, Baltimora                      | 59,1 × 46,5                |
|          | Raffaello e la Fornarina                                            | 1813            | Fogg Museum, Cambridge                             | 64,8 × 53,3                |
|          | Ritratto di Madame de Senonnes                                      | 1814            | Museo di belle arti, Nantes                        | 106 × 84                   |
|          | La grande odalisca                                                  | 1814            | Museo del Louvre, Parigi                           | 91 × 162                   |
|          | Testa della grande odalisca                                         | 1814            | Musée des Beaux-Arts, Cambrai                      | 54 × 43,8                  |
|          | Testa della grande odalisca                                         | 1814            | Museo di Grenoble                                  | 33 × 33,5                  |
|          | Raffaello e la Fornarina                                            | 1814            | Collezione privata                                 | 31,1 × 26,7                |
|          | Pio VII celebra la messa nella cappella Sistina                     | 1814            | National Gallery of Art, Washington D.C.           | 74,5 × 92,7                |
|          | Don Pedro da Toledo bacia la spada di Enrico IV                     | 1814            | Opera perduta                                      |                            |
|          | Paolo e Francesca da Rimini                                         | 1814            | Museo Condé, Chantilly                             | 35 × 28                    |
|          | Ritratto di Carolina Murat                                          | 1814            | Collezione privata                                 | 92 × 60                    |
|          | Augusto ascolta la lettura dell'Eneide                              | 1814 circa      | Museo reale delle belle arti del Belgio, Bruxelles | 138 × 142                  |
|          | Il duca di Alba a Sainte-Gudule a Bruxelles                         | 1815            | Museo Ingres, Montauban                            | 105 × 82                   |
|          | Pietro Aretino e l'inviato di Carlo V                               | 1815            | Collezione privata                                 | 44,5 × 33                  |
|          | Aretino nello studio di Tintoretto                                  | 1815            | Collezione privata                                 | 44,5 × 33                  |
|          | Paolo e Francesca                                                   | 1814-20         | Barber Institute of Fine Arts, Birmingham          | 35 × 28                    |
|          | Paolo e Francesca da Rimini                                         | 1814 circa-1820 | Collezione privata                                 | 28,9 × 22,8                |
|          | Studio di Madame de Lauréal e suo figlio                            | 1815 circa      | Museo Ingres, Montauban                            | 25 × 53                    |
|          | Ritratto di Jean-Pierre Cortot                                      | 1815            | Museo del Louvre, Parigi                           | 41,9 × 33                  |
|          | Ritratto di Joseph-Antoine de Nogent                                | 1815            | Fogg Museum, Cambridge                             | 47 × 33                    |
|          | Madame Ingres, moglie del pittore                                   | 1815            | Collezione privata                                 | 67,9 × 54,6                |
|          | Ritratto dell'abate de Bonald                                       | 1816            | Museo del Louvre, Parigi                           | 12,5 × 9,5                 |
|          | Testa d'uomo con barba                                              |                 | Collezione privata                                 | 36,8 × 28                  |
|          | Enrico IV gioca con i figli in presenza dell'ambasciatore di Spagna | 1817            | Petit Palais, Parigi                               | 70,5 × 80,5                |
|          | Enrico IV gioca con i figli in presenza dell'ambasciatore di Spagna | 1817            | Victoria and Albert Museum, Londra                 | 50,5 × 62,3                |
|          | Enrico IV gioca con i figli                                         | 1817            | Collezione privata                                 | 41,9 × 47                  |
|          | Copia della Madonna dei candelabri di Raffaello                     | 1817            | Castello di Blois                                  | 35,9 × 26,7                |
|          | La morte di Leonardo da Vinci                                       | 1818            | Petit Palais, Parigi                               | 72 × 81,5                  |
|          | Filippo V e il maresciallo di Berwick                               | 1818            | Collezione privata                                 | 87,7 × 108,9               |
|          | Testa di san Giovanni Evangelista                                   | 1818-1820       | Metropolitan Museum of Art, New York               | 39,4 × 27                  |
|          | Paolo e Francesca sorpresi da Gianciotto                            | 1819            | Musée des Beaux-Arts, Angers                       | 47,9 × 39                  |
|          | Angelica (studio)                                                   | 1819            | Museo del Louvre, Parigi                           | 84,5 × 42,5                |
|          | Ruggero libera Angelica                                             | 1819            | Museo del Louvre, Parigi                           | 147 × 190                  |
|          | Ruggero libera Angelica                                             | 1819-1839       | National Gallery, Londra                           | 47,6 × 37,4                |
|          | Perseo e Andromeda                                                  | 1819            | Detroit Institute of Arts, Detroit                 | 18,1 × 14,9                |
|          | Angelica                                                            | 1819            | Museo La Piscine, Roubaix                          | 102 × 73,7                 |
|          | Don Pedro da Toledo bacia la spada di Enrico IV                     | 1819            | Castello di Pau, Parigi                            | 45,5 × 36,5                |
|          | Testa di san Matteo Evangelista                                     |                 | Museo del Louvre, Parigi                           | 54,9 × 46                  |
|          | Gesù consegna le chiavi a san Pietro                                | 1820            | Museo Ingres, Montauban                            | 280 × 217                  |
|          | Testa di Cristo                                                     | 1820            | Collezione privata                                 | 50,2 × 36,8                |
|          | Testa di ebrea                                                      | 1820            | Collezione privata                                 | 21 × 16,5                  |
|          | Don Pedro da Toledo bacia la spada di Enrico IV                     | 1820            | Collezione privata                                 | 47,9 × 40                  |
|          | Pio VII nella cappella Sistina                                      | 1820            | Museo del Louvre, Parigi                           | 69,5 × 55,5                |
|          | Ritratto di Lorenzo Bartolini                                       | 1820            | Museo del Louvre, Parigi                           | 108 × 85,7                 |
|          | Il condottiere                                                      | 1821            | Collezione privata                                 | 50,2 × 40                  |
|          | L'entrata a Parigi del futuro Carlo V                               | 1821            | Wadsworth Atheneum, Hartford                       | 47 × 55,9                  |
|          | Ritratto di Jeanne Gonin                                            | 1821            | Taft Museum, Cincinnati                            | 76,2 × 60,3                |
|          | Ritratto del conte Guriev                                           | 1821            | Ermitage, San Pietroburgo                          | 107 × 86                   |
|          | Il voto di Luigi XIII (schizzo)                                     | 1821            | Museo Ingres, Montauban                            | 36 × 23                    |
|          | Copia della "Venere di Urbino" di Tiziano                           | 1822            | Walters Art Museum, Baltimora                      | 116 × 168                  |
|          | Ritratto di Jacques-Louis Leblanc                                   | 1823            | Metropolitan Museum of Art, New York               | 121 × 95,6                 |
|          | Ritratto di Madame Jacques-Louis Leblanc                            | 1823            | Metropolitan Museum of Art, New York               | 119,4 × 92,7               |
|          | Il voto di Luigi XIII                                               | 1824            | Cattedrale di Montauban                            | 421 × 262                  |
|          | Ritratto di Raffaello                                               | 1820-24         | Museo Ingres, Montauban                            | 43,2 × 34,3                |

## Parigi (1824-1834)
| Immagine | Titolo                                                | Data       | Collezione                                    | Dimensioni (in centimetri) |
| -------- | ----------------------------------------------------- | ---------- | --------------------------------------------- | -------------------------- |
|          | Ritratto di Amédée-David, Conte di Pastoret           | 1823-26    | Art Institute of Chicago                      | 103 × 83,5                 |
|          | Madame Marcotte de Sainte-Marie                       | 1826       | Museo del Louvre, Parigi                      | 93 × 74                    |
|          | La piccola bagnante                                   | 1826       | Phillips Collection, Washington D.C.          | 33 × 25                    |
|          | Edipo e la Sfinge (schizzo)                           | 1826       | National Gallery, Londra                      | 17,5 × 13,7                |
|          | Studio di piedi per l'Apoteosi di Omero               | 1826-1827  | Museo del Louvre, Parigi                      | 17 × 22                    |
|          | Studi per l'Apoteosi di Omero                         | 1826-1827  | Museo del Louvre, Parigi                      | 37 × 27                    |
|          | Studi per l'Apoteosi di Omero                         | 1826-1827  | Museo del Louvre, Parigi                      | 34 × 31                    |
|          | Studio del braccio di Pindaro per l'Apoteosi di Omero | 1826       | Musée Sainte-Croix, Poitiers                  | 19 × 35,5                  |
|          | Testa di Ulisse                                       | 1827       | Museo Ingres, Montauban                       | 25,1 × 19,2                |
|          | Testa di Boileau                                      | 1827       | Museo Ingres, Montauban                       | 26 × 21                    |
|          | Pindaro e Ictino                                      |            | National Gallery, Londra                      | 34,9 × 27,9                |
|          | Fidia                                                 | 1827       | Museo d'arte, San Diego                       | 32,4 × 35,6                |
|          | Studio per l'Apoteosi di Omero                        | 1827       | Museo Bonnat, Bayonne                         | 26 × 27                    |
|          | Apoteosi di Omero                                     | 1827       | Museo del Louvre, Parigi                      | 386 × 515                  |
|          | L'Iliade                                              |            | Collezione privata                            | 59 × 53                    |
|          | Il Martirio di San Sinforiano (bozza)                 | 1827       | Collezione privata                            | 34,9 × 29,5                |
|          | La Vergine                                            | 1827       | Museo d'arte, San Paolo                       | 77 × 65                    |
|          | La piccola bagnante                                   | 1828       | Museo del Louvre, Parigi                      | 35 × 27                    |
|          | Carlo X di Francia con le vesti dell'incoronazione    | 1829       | Museo Bonnat, Bayonne                         | 129 × 90                   |
|          | Ritratto del duca d'Orléans                           | 1830       | Museo nazionale di belle arti, L'Avana        | 23 × 18                    |
|          | Odalisca                                              | 1830 circa | Los Angeles County Museum of Art, Los Angeles | 14,3 × 24,3                |
|          | Testa di una giovane donna                            | 1831       | Artizon Museum, Tokyo                         | 40,8 × 32,3                |
|          | Ritratto di Madame Cavé                               | 1831-1834  | Metropolitan Museum of Art, New York          | 40,6 × 32,7                |
|          | Ritratto di monsieur Bertin                           | 1832       | Museo del Louvre, Parigi                      | 116 × 95                   |
|          | Don Pedro da Toledo bacia la spada di Enrico IV       | 1831       | Museo del Louvre, Parigi                      | 36 × 28                    |
|          | Cristo benedicente                                    | 1834       | Museo d'arte, San Paolo                       | 80 × 66                    |
|          | Studio per Il martirio di San Sinforiano              |            | Fogg Museum, Cambridge                        | 61,9 × 50,2                |
|          | Studio per Il martirio di San Sinforiano              |            | Fogg Museum, Cambridge                        | 60 × 49,5                  |
|          | Studio per Il Martirio di San Sinforiano              |            | Museo Ingres, Montauban                       | 60 × 48,9                  |
|          | Il Martirio di San Sinforiano                         | 1834       | Cattedrale di Autun                           | 407 × 339                  |

## Roma (1834-1841)
| Immagine | Titolo                         | Data      | Collezione                           | Dimensioni (in centimetri) |
| -------- | ------------------------------ | --------- | ------------------------------------ | -------------------------- |
|          | Ritratto di Louis-Mathieu Molé | 1834      | Museo del Louvre, Parigi             | 147 × 114                  |
|          | Odalisca in grisaglia          | 1834      | Metropolitan Museum of Art, New York | 83,2 × 109,2               |
|          | Antioco                        | 1838      | Cleveland Museum of Art, Cleveland   | 48,1 × 63,9                |
|          | Ruggero libera Angelica        | 1839      | National Gallery, Londra             | 47,6 × 39,4                |
|          | Odalisca con schiava           | 1839-1840 | Fogg Museum, Cambridge               | 72,1 × 100,3               |
|          | Antioco e Stratonice           | 1840      | Museo Condé, Chantilly               | 77 × 61                    |
|          | Raffaello e la Fornarina       | 1840      | Columbus Museum of Art, Columbus     | 35,5 × 27,3                |
|          | Ruggero libera Angelica        | 1841      | Museo Ingres, Montauban              | 54 × 46                    |
|          | La Vergine dell'Ostia          | 1841      | Museo Puškin, Mosca                  | 116 × 84                   |
|          | Ritratto di Luigi Cherubini    | 1841      | Cincinnati Art Museum, Cincinnati    | 83,2 × 71,1                |

## Parigi (1841-1867)
| Immagine | Titolo                                                                                   | Data            | Collezione                                   | Dimensioni (in centimetri) |
| -------- | ---------------------------------------------------------------------------------------- | --------------- | -------------------------------------------- | -------------------------- |
|          | Luigi Cherubini e la musa della poesia lirica                                            | 1842            | Museo del Louvre, Parigi                     | 105 × 94                   |
|          | Interno di harem con odalisca                                                            | 1842            | Walters Art Museum, Baltimora                | 76 × 105                   |
|          | Ritratto di Ferdinando Filippo d'Orleans                                                 | 1842            | Museo del Louvre, Parigi                     | 158 × 122                  |
|          | Ritratto di Ferdinando Filippo d'Orleans                                                 | 1842            | National Gallery, Londra                     | 54,3 × 45,1                |
|          | Ritratto di Ferdinando Filippo d'Orleans                                                 | 1843            | Reggia di Versailles                         | 154 × 119                  |
|          | Ritratto di Ferdinando Filippo d'Orleans                                                 | 1843            | Musée Hyacinthe Rigaud, Perpignano           | 154 × 119                  |
|          | Ritratto di Ferdinando Filippo d'Orleans                                                 | 1844            | Wadsworth Atheneum, Hartford                 | 72,1 × 40                  |
|          | Ritratto di Ferdinando Filippo d'Orleans                                                 | 1844            | Reggia di Versailles                         | 218 × 131                  |
|          | Ritratto di Edmond Cavé                                                                  | 1844            | Metropolitan Museum of Art, New York         | 40,6 × 32,7                |
|          | La viscontessa d'Haussonville                                                            | 1845            | Frick Collection, New York                   | 131,8 × 92                 |
|          | Ritratto di Augustine-Modeste-Hortense Reiset                                            | 1846            | Fogg Museum, Cambridge                       | 62 × 49,5                  |
|          | L'età dell'oro                                                                           | 1843-1847 circa | Castello di Dampierre                        |                            |
|          | Aretino nello studio di Tintoretto                                                       | 1848            | Metropolitan Museum of Art, New York         | 44,2 × 35,9                |
|          | Pietro Aretino e l'inviato di Carlo V                                                    | 1848            | Museo di belle arti, Lione                   | 41,5 × 32,5                |
|          | Venere Anadiomene                                                                        | 1848            | Museo Condé, Chantilly                       | 164 × 82                   |
|          | Ritratto di Betty de Rothschild                                                          | 1848            | Collezione privata                           | 141,9 × 101                |
|          | L'Odissea                                                                                | 1850 circa      | Museo di belle arti, Lione                   | 61 × 55                    |
|          | Autoritratto a 24 anni                                                                   | 1850-60         | Metropolitan Museum of Art, New York         | 86,4 × 69,9                |
|          | Madame Moitessier in nero                                                                | 1851            | National Gallery of Art, Washington D.C.     | 148 × 101,6                |
|          | Giove e Antiope                                                                          | 1851            | Museo d'Orsay, Parigi                        | 32,5 × 43,5                |
|          | La morte di Leonardo da Vinci                                                            | 1851 circa      | Smith College Museum of Art, Northampton     | 40,9 × 47,9                |
|          | La Vergine dell'Ostia                                                                    | 1852            | Metropolitan Museum of Art, New York         | 40,3 × 32,7                |
|          | Ritratto di Madame Gonse                                                                 | 1852            | Museo Ingres, Montauban                      | 73 × 62                    |
|          | Venere a Pafos                                                                           | 1852 circa      | Museo d'Orsay, Parigi                        | 91,5 × 70,3                |
|          | L'apoteosi di Napoleone (schizzo)                                                        | 1853            | Petit Palais, Parigi                         | 62 × 62                    |
|          | L'apoteosi di Napoleone                                                                  | 1853            | opera distrutta                              |                            |
|          | Ritratto di Éléonore-Marie-Pauline de Galard de Brassac de Béarn, principessa di Broglie | 1853            | Metropolitan Museum of Art, New York         | 121,3 × 90,9               |
|          | Giovanna d'Arco all'incoronazione di Carlo VII                                           | 1854            | Museo del Louvre, Parigi                     | 240 × 178                  |
|          | La Vergine dell'Ostia                                                                    | 1854            | Museo del Louvre, Parigi                     | 113 diameter               |
|          | La sorgente                                                                              | 1820-56         | Museo d'Orsay, Parigi                        | 163 × 80                   |
|          | Madame Moitessier                                                                        | 1856            | National Gallery, Londra                     | 121,3 × 90,9               |
|          | Santa Germana Cousin                                                                     | 1856            | Chiesa di Saint-Étienne de Sapiac, Montauban | 186 × 115,9                |
|          | Molière alla mensa di Luigi XIV                                                          | 1857            | Comédie-Française, Parigi                    | 47,9 × 66                  |
|          | Autoritratto a 78 anni                                                                   | 1858            | Galleria degli Uffizi, Firenze               | 62 × 51                    |
|          | Vergine dell'adozione                                                                    | 1858            | National Gallery of Victoria, Melbourne      | 69,5 × 56,8                |
|          | Angelica in catene                                                                       | 1859            | Museo d'arte, San Paolo                      | 97 × 75                    |
|          | La Vergine con la corona                                                                 | 1859            | Collezione privata                           | 66,9 × 50,8                |
|          | Ritratto di Madame Ingres                                                                | 1859            | Am Römerholz, Winterthur                     | 65 × 53                    |
|          | La Vergine dell'Ostia                                                                    | 1860            | Collezione privata                           | 60 × 46                    |
|          | Busto di Erasistrato                                                                     | 1860 circa      | Museo Ingres, Montauban                      |                            |
|          | Femme aux trois bras                                                                     |                 | Museo Ingres, Montauban                      | 25 × 26                    |
|          | Il bagno turco                                                                           | 1862            | Museo del Louvre, Parigi                     | 108 × 110                  |
|          | Studio per Gesù tra i dottori                                                            | 1862            | Museo Ingres, Montauban                      | 59 × 45                    |
|          | Studio per Gesù tra i dottori                                                            | 1862            | Museo Fabre, Montpellier                     | 34,2 × 47                  |
|          | Gesù tra i dottori                                                                       | 1862            | Museo Ingres, Montauban                      | 265 × 320                  |
|          | L'età dell'oro                                                                           | 1862            | Fogg Museum, Cambridge                       | 47,9 × 61,9                |
|          | Edipo e la Sfinge                                                                        | 1864            | Walters Art Museum, Baltimore                | 105,5 × 87                 |
|          | Ritratto di Isabelle Hittorff                                                            | 1864            | Grenoble, Museo di Grenoble                  | 33,5 × 33,5                |
|          | Minerva                                                                                  | 1864            | Wallraf-Richartz Museum, Colonia             | 32 di diametro             |
|          | Marte                                                                                    | 1864            | Kunstmuseum Basel, Basilea                   | 32 × 31                    |
|          | Eros                                                                                     | 1864            | Kunstmuseum Basel, Basilea                   | 32 di diametro             |
|          | Giunone                                                                                  | 1864            | Krannert Art Museum, Champaign               | 32 di diametro             |
|          | Autoritratto                                                                             | 1864            | Museo reale di belle arti, Anversa           | 96,7 × 86                  |
|          | Virgilio legge l'Eneide                                                                  | 1864            | Collezione privata                           | 61 × 49,8                  |
|          | Antioco e Stratonice                                                                     | 1866            | Museo Fabre, Montpellier                     | 61 × 92                    |
|          | I tragici greci                                                                          | 1866            | Musée des Beaux-Arts, Angers                 | 37 × 44                    |
|          | Il martirio di San Sinforiano                                                            | 1867            | Philadelphia Museum of Art, Filadelfia       | 36,5 × 31,5                |